# Kassai und Leuk
Kassai und Leuk (Originaltitel: Samba et Leuk le lièvre) ist eine von der Marathon Media Group produzierte französische Zeichentrickserie. Als erste ihrer Art orientiert sie sich an tatsächlichen afrikanischen Sagen und Mythen. Die Serie basiert auf Figuren von Léopold Sédar Senghor. Der humanoide Hase Leuk, einer der Protagonisten, ist eine bekannte Figur aus afrikanischen Schulbüchern und Prinzessin Marana taucht in vielen dortigen Fabeln auf. Das Titellied Samba Et Leuk stammt von Ismaël Lô.

## Handlung
Die Serie beginnt mit dem Erscheinen des Zauberers Ogotem in einem Dorf. Er ist auf der Suche nach dem Retter Afrikas und findet diesen in dem jungen, von Löwen aufgezogenen Kassai. Das Dorf jedoch ist vom bösen Gott Togoum mit einem Fluch belegt worden, der nur durch die Wiedererweckung einer Statue von Koorie, der Göttin der Erde, gelöst werden kann. Kassai begibt sich auf verschiedenste Reisen, um kontinentweit unterschiedliche Teile der Statue zu finden. Begleitet wird er dabei vom überlebensgroßen Hasen Leuk, der in der Lage ist, sämtliche Tiersprachen zu sprechen. Bereits in der zweiten Folge trifft das Duo auf die Prinzessin Marana, in die sich Kassai sogleich verliebt. Sie lebt jedoch infolge der Einnahme eines Zaubertrankes tagsüber in Gestalt einer Gazelle und darf sich nur des Nachts in eine Frau verwandeln. Marana schließt sich den beiden an und gemeinsam sehen sie sich im Laufe der Serie zahlreichen Feinden und Gefahren gegenüber.
Zum Ende gelingt es, die Göttin Koorie wieder zum Leben zu erwecken und das Dorf vom Fluch zu lösen, während Kassai die ebenfalls wieder permanent menschliche Marana heiratet und darüber hinaus das Rätsel seiner Herkunft löst.

## Internationale Ausstrahlung
| Staat       | Flagge | Sender                  | Zeitpunkt   |
| ----------- | ------ | ----------------------- | ----------- |
| Frankreich  |        | Canal J                 | 1996        |
| Italien     |        | Tele+ Bianco / Rai Gulp | 1997 / 2007 |
| Deutschland |        | KI.KA                   | 1997        |